# Rio Doce (vattendrag i Brasilien, lat -19,64, long -39,82)
Rio Doce är en flod i Brasilien belägen i den sydöstra delen av landet, 1 000 km öster om huvudstaden Brasília.